# Johann Joachim Winckelmann

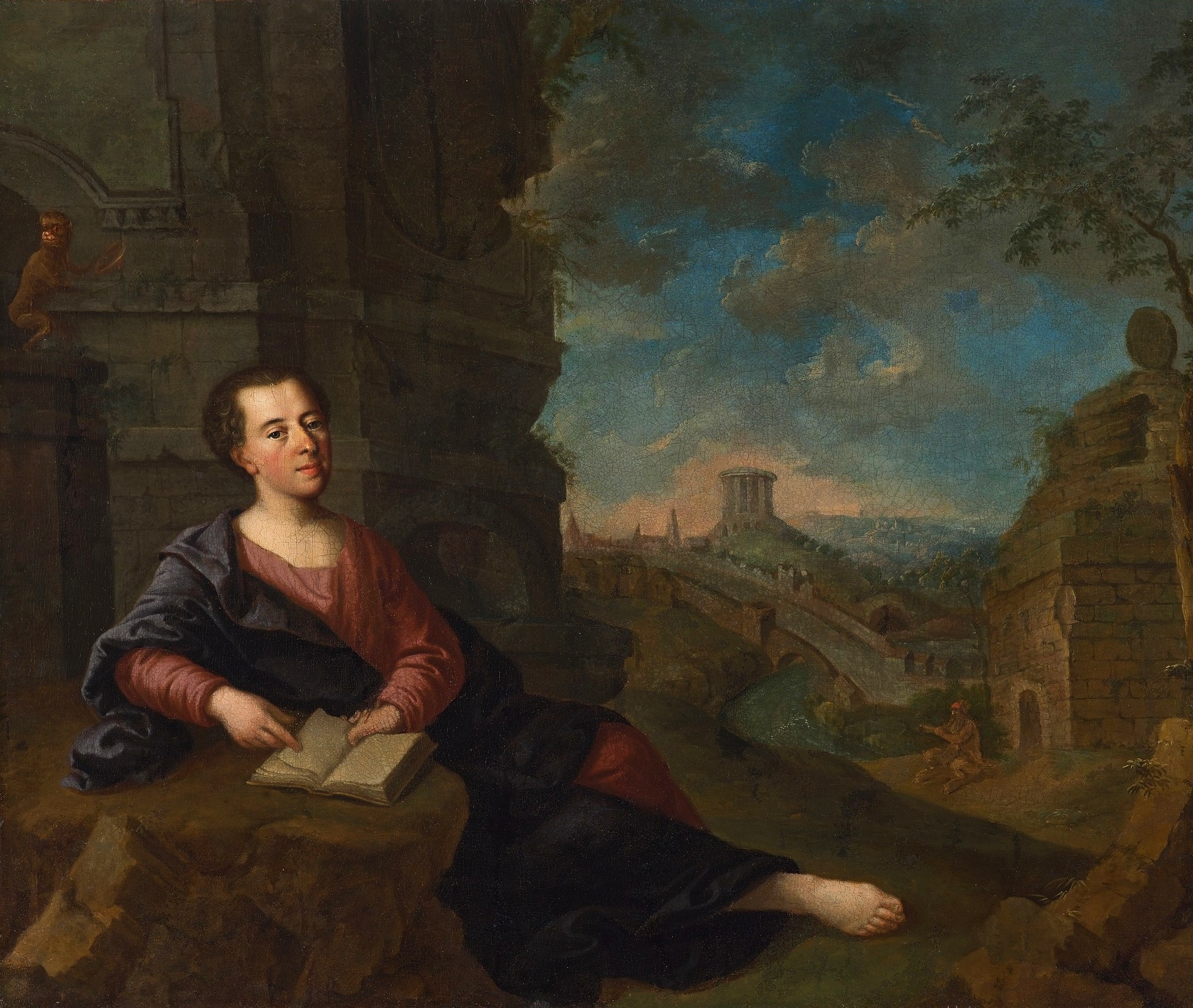
Winckelmann i klassiskt landskap, 1760 eller senare.

Johann Joachim Winckelmann, född 9 december 1717 i Stendal i kungariket Preussen, död 8 juni 1768 i Trieste i Habsburgmonarkin, var en tysk arkeolog och konsthistoriker. Han var en av sin tids främsta experter på antik romersk och grekisk konst.

## Biografi
Winckelmann var av enkelt ursprung som son till en skomakare. På grund av fattigdom hade han svårt att nå sitt mål att studera antiken, och var teologi- och sedan medicinstudent, privatlärare och konrektor på en latinskola innan han som 30-åring blev bibliotekarie hos greve von Bünau i Dresden. I den tjänsten kunde han skaffa sig en djup inblick i den klassiska konsten och litteraturen.
Han konverterade år 1754 till katolicismen. Året efter skrev han ett text, Gedanken über die Nachahmung der Griechischen Wercke in der Mahlerey und Bildhauer-Kunst (’Tankar om efterbildandet av de grekiska verken inom måleriet och bildhuggarkonsten’), för vilken han fick respengar och en årlig pension av den sachsiske kursfursten. Han begav sig därefter till Rom, där han först levde i relativ fattigdom innan han inträdde i konstsamlaren kardinal Albanis tjänst. Albani gav honom stort stöd i hans studier, och han blev förutom dennes sekreterare också bibliotekarie i Vatikanen och fick 1763 påvens uppdrag att övervaka vården av stadens antika minnen.
År 1764 publicerade Winckelmann Geschichte der Kunst des Alterthums (’Den antika konstens historia’) som gjorde honom till en av forskningsfälten klassisk arkeologi och konsthistorias grundare. Han tog även alla tillfällen att se nya utgrävningar, som Herculaneum om vilken han skrev studien Nachtichten von den herculanischen entdeckungen samma år.
Winckelmann blev mördad under oklara omständigheter 1768 när han var på väg tillbaka till Italien efter ett besök i Tyskland. Mördaren, en sedan tidigare dömd italienare, hade försökt stjäla några guldmedaljer Winckelmann fått vid det habsburgska hovet, men det ryktades att det skulle handla om ett kärleksdrama. Winckelmann antogs under sin samtid vara homosexuell och det finns tydliga homoerotiska tendenser i hans beskrivningar av antika konstverk som Apollo di Belvedere.

## Betydelse
Winckelmann fick stort inflytande på det nyvaknade intresset för antiken under upplysningstiden. Med Winckelmann flyttades fokus från det romerska till det grekiska. Han ville studera hela den klassiska traditionen och nöjde sig inte med romerska skulpturkopior av grekiska verk, utan ville beskriva den grekiska konstens sanna karaktär.
Han var tydligt påverkad av Montesquieus klimatlära.
Några av Winckelmanns viktigaste texter finns i svensk översättning som Tankar om imitationen av de grekiska verken inom måleriet och skulpturen (Daidalos, 2007).

## Eftermäle
Asteroiden 11847 Winckelmann är uppkallad efter honom.